# 韶山南駅
韶山南駅（しょうざんさみなみえき）は、中華人民共和国湖南省湘潭市韶山市清渓鎮にある中国鉄路広州局集団公司の駅である。

## 歴史
2014年12月16日、滬昆旅客専用線の開通。